# سی‌اس‌ای ایر
سی‌اس‌ای ایر (به انگلیسی: CSA Air) یک شرکت هواپیمایی است که در تاریخ ۱۹۹۸ میلادی تأسیس شده است. دفتر مرکزی سی‌اس‌ای ایر در آیرون‌منتوین، میشیگان، ایالات متحده آمریکا واقع شده‌است و قطب این شرکت هواپیمایی در فرودگاه فورد (کوه آیرون) قرار دارد.